# Karl-Heinz Hopp
Karl-Heinz Hopp (* 20. November 1936 in Allenstein, Ostpreußen; † 11. Februar 2007 in Palingen) war ein deutscher Ruderer und Moderner Fünfkämpfer.

## Leben
Hopp begann als Schüler am Katharineum zu Lübeck mit dem Rudern. Als Jura-Student an der Christian-Albrechts-Universität zu Kiel war er unter Trainer Karl Wiepcke bei der ATV Ditmarsia Kiel aktiv.
Hopp wurde im Vierer ohne Steuermann zusammen mit Hans Lenk, Manfred Rulffs und Kraft Schepke  bei der Europameisterschaft 1958 in Posen die Europameister. Dafür wurde er am 31. Januar 1959 mit dem Silbernen Lorbeerblatt ausgezeichnet.
Bei den Olympischen Sommerspielen 1960 in Rom gewann Hopp als Mitglied des Deutschland-Achters unter dem „Ruderprofessor“ Karl Adam die Goldmedaille. In der Besetzung Hans Lenk, Klaus Bittner, Karl-Heinrich von Groddeck, Kraft Schepke, Frank Schepke, Walter Schröder, Manfred Rulffs (als Schlagmann) und Steuermann Willi Padge fuhr der Achter drei Jahre zusammen und blieb bei großen Veranstaltungen unbesiegt.
Nach seiner erfolgreichen Ruderkarriere (6-mal DM; 3-mal EM; 1-mal OS und 2-mal Silberlorbeer) versuchte sich Hopp als talentierter Sportler in anderen Sportarten wie Fechten, Schießen, Schwimmen, Reiten und Modernem Fünfkampf und fand via angefangenes Jurastudium über den Reitsport zu seinem späteren Beruf als Tierarzt. 1962 hatte Hopp ein veterinärmedizinisches Studium begonnen.
Bei den Olympischen Sommerspielen 1964 in Tokio stand der passionierte Reiter im deutschen Aufgebot der Modernen Fünfkämpfer.
Nach seiner aktiven Sportlerkarriere arbeitete Hopp als Tierarzt in Hamburg. 1992 kaufte sich Hopp einen Reitstall im mecklenburgischen Palingen. Dort verstarb er am 11. Februar 2007 nur wenige Wochen nach Manfred Rulffs, mit dem er 1960 gemeinsam Olympiasieger geworden war.

## Erfolge
- 1958 Ruder-Europameister im Vierer ohne Steuermann
- 1959 Ruder-Europameister im Achter
- 1960 Ruder-Olympiasieger im Achter